# Polycarbonatdiole

Allgemeine Struktur von Polycarbonatdiolen

Polycarbonatdiole sind aliphatische polymere Kohlensäureester mit endständigen Hydroxygruppen.

## Gewinnung und Darstellung
Aliphatische Polycarbonatdiole können in einem zweistufigen Verfahren durch die katalysierte (z. B. Tetrabutoxy-Titan, Dibutylzinnoxid oder Basen) Reaktion eines Diols mit entweder Dimethylcarbonat (DMC) oder Diphenylcarbonat (DPC) hergestellt werden.  In der letzten Reaktionsstufe wird überschüssiges DMC oder DPC und Monoalkohol (Methanol oder Phenol) unter vermindertem Druck entfernt, um die endständige Hydroxylfunktionalität (–OH) freizulegen.
Die Verbindungen können auch direkt aus Kohlendioxid und einem Diol (wie zum Beispiel 1,6-Hexandiol) gewonnen werden.

## Eigenschaften
Polycarbonatdiole weisen eine gute Isocyanatreaktivität auf. Sie weisen die höchste hydrolytische Stabilität unter den Polyesterpolyolen auf, da sie nur wenig Feuchtigkeit absorbieren und bei der Hydrolyse Kohlenstoffdioxid erzeugen, ohne eine saure Komponente zu bilden. Saure Anteile autokatalysieren die weitere Hydrolyse im Soft-Block des Polyurethans.

## Verwendung
Polycarbonatdiole werden zur Herstellung von Polyurethanen verwendet.